# 잭 리처: 네버 고 백
《잭 리처: 네버 고 백》(Jack Reacher: Never Go Back)은 2016년 공개된 미국의 액션 영화이다. 2012년 영화 《잭 리처》의 속편이자 리 차일드의 소설 《네버 고 백》을 원작으로 한다.

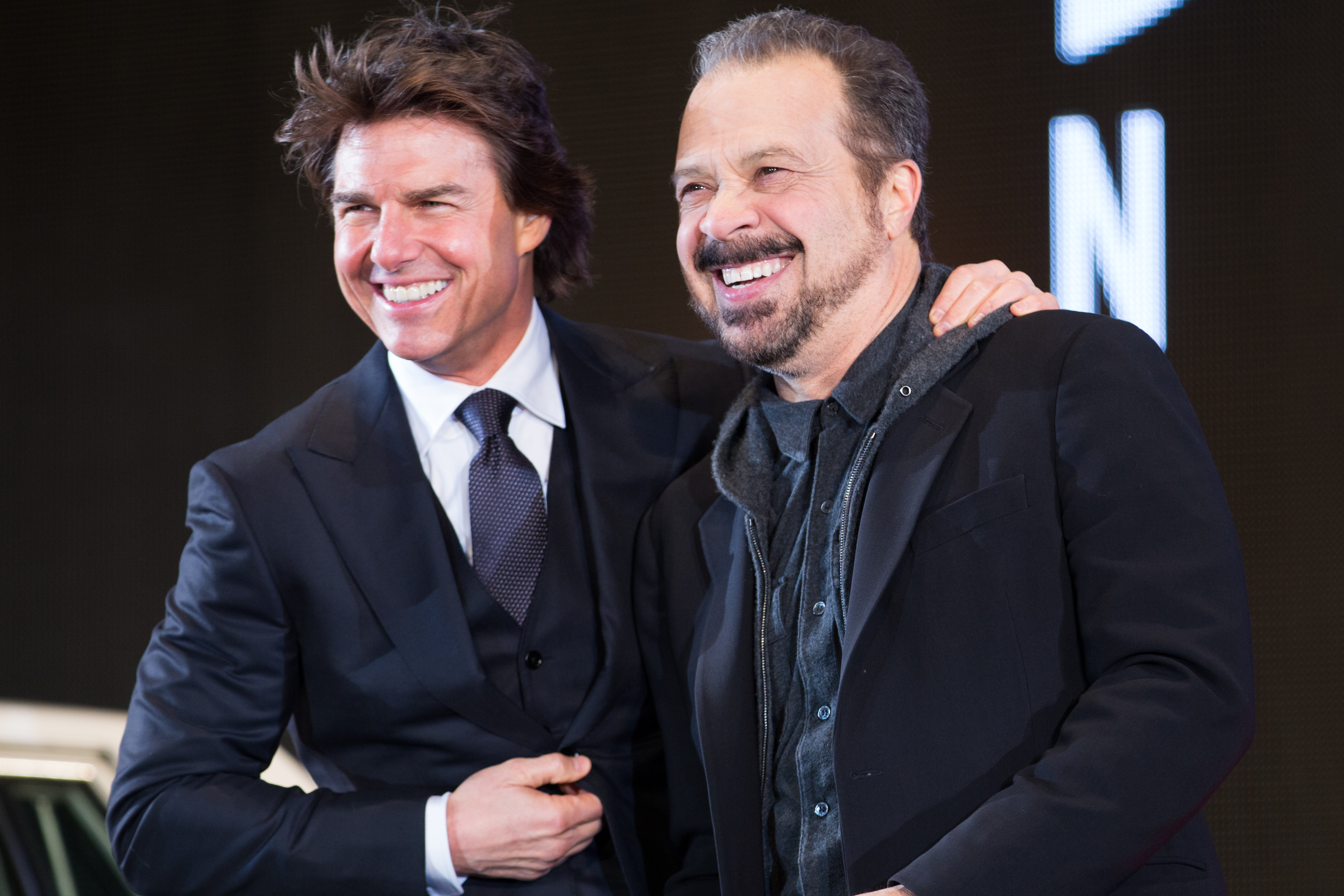
톰 크루즈(왼쪽)와 감독 에드워드 즈윅, 일본 프리미어 레드카펫 행사, 2016년 11월

## 출연
- 톰 크루즈 - 잭 리처
- 코비 스멀더스 - 수전 터너
- 로버트 네퍼 - 하크나스 장군
- 더니카 야로시 - 서맨사 데이턴
- 알디스 호지 - 에스핀
- 제이슨 더글러스 - 보안관
- 홀트 매캘러니 - 모건 대령
- 수-린 안사리 - D.O.D. 걸
- 테리 위블 - 프루드홈의 아내
- 패트릭 휴싱어 - 사냥꾼
- 니콜 바레 - 미르코비치
- 헌터 버크 -  식당 손님
- 빌리 슬로터 -  패러소스 보좌관
- 샘 매디나 -  D.C. 경찰관